# 埃斯蒂亚克
埃斯蒂亚克（法語：Estillac，法語發音：[ɛstijak]）是法国洛特-加龙省的一个市镇，位于该省东南部，省会阿让市区西南，属于阿让区和阿让城市圈公共社区。埃斯蒂亚克是省会阿让的一个近郊卫星城，境内设有工业园区。

## 地理
埃斯蒂亚克（44°10'6"N, 0°34'40"E）面积7.94 平方千米，位于法国新阿基坦大区洛特-加龍省，该省份为法国西南部内陆省份，北起多爾多涅省，西接吉倫特省和朗德省，南至热尔省，东临塔恩-加龙省和洛特省。
与埃斯蒂亚克接壤的市镇（或旧市镇、城区）包括：罗克福尔、欧比亚克、穆瓦拉、勒帕萨日。
埃斯蒂亚克的时区为UTC+01:00、UTC+02:00（夏令时）。

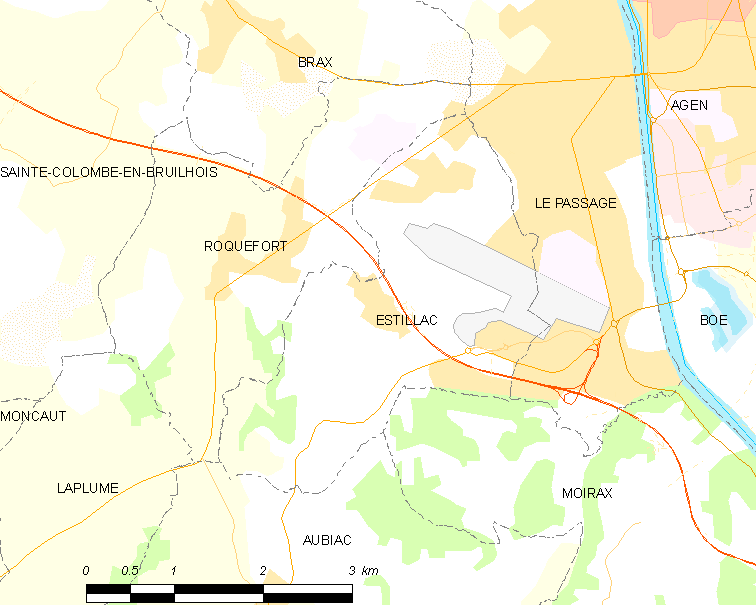
埃斯蒂亚克的OSM定位图

## 行政
埃斯蒂亚克的邮政编码为47310，INSEE市镇编码为47091。

## 政治
埃斯蒂亚克所属的省级选区为阿让西部县。

## 交通
洛特-加龙省省道D931线经过埃斯蒂亚克境内，可前往热尔省城市孔东。

## 人口

1962-2008年间埃斯蒂亚克人口变化图示

埃斯蒂亚克于2022年1月1日时的人口数量为2392人。